# Oxford and Cambridge Society of Poland
Oxford and Cambridge Society of Poland (lub Oxbridge Society of Poland) – polskie stowarzyszenie zrzeszające absolwentów Uniwersytetu Oksfordzkiego i University of Cambridge.

## Charakterystyka
Stowarzyszenie powstało w 2001 roku z inicjatywy Radosława Sikorskiego, Zbigniewa Pełczyńskiego, Władysława Teofila Bartoszewskiego, Stefana Kirka, Andrzeja Jankowskiego i Agnieszki Hoffman-Chazanow w Ermitażu w Warszawie. Na inauguracyjnym spotkaniu w stowarzyszeniu zarejestrowało się 26 osób. Statut opracowany przez prof. Pełczyńskiego zakłada, że osoby uprawnione do członkostwa powinny mieć dyplom jednej z dwóch uczelni lub spędzić co najmniej rok na studiach lub badaniach naukowych na uniwersytecie w Oksfordzie lub w Cambridge. Stowarzyszenie organizuje wykłady z mówcami ze świata nauki, polityki, historii i z działaczami społecznymi, ułatwia polsko-brytyjskie kontakty akademickie, patronuje programom stypendialnym dla młodzieży szkół średnich organizowanym m.in. przez Stowarzyszenie Absolwentów Uniwersytetów Brytyjskich.  Jest również organizatorem regat „Oxbridge Boat Race” w Warszawie. W połowie 2021 roku stowarzyszenie miało 275 członków, wśród nich jest m.in. ambasador Wielkiej Brytanii w Polsce.